# Joseph Dowler
Joseph Dowler (Rushden, 1º febbraio 1879 – 13 febbraio 1931) è stato un tiratore di fune britannico.

## Biografia
Ha partecipato ai giochi olimpici di Londra del 1908, dove ha vinto, con la squadra della K Division Metropolitan Police Team, la medaglia di bronzo nel tiro alla fune, vincendo la finale per il terzo posto con la squadra svedese per rinuncia.
Nella edizione successiva ha vinto una medaglia d'argento nel tiro alla fune con la squadra della City of London Police.

## Palmarès
In carriera ha conseguito i seguenti risultati:
- Giochi olimpici

Londra 1908: bronzo nel tiro alla fune.
Stoccolma 1912: argento nel tiro alla fune.